# Abierto Mexicano de Tenis 2008 - Qualificazioni singolare femminile
Le qualificazioni del singolare femminile dell'Abierto Mexicano de Tenis 2008 sono state un torneo di tennis preliminare per accedere alla fase finale della manifestazione. I vincitori dell'ultimo turno sono entrati di diritto nel tabellone principale. In caso di ritiro di uno o più giocatori aventi diritto a questi sono subentrati i lucky loser, ossia i giocatori che hanno perso nell'ultimo turno ma che avevano una classifica più alta rispetto agli altri partecipanti che avevano comunque perso nel turno finale.
Le qualificazioni del torneo prevedevano 16 partecipanti di cui 4 sono entrati nel tabellone principale.

## Teste di serie
1. Catalina Castaño (primo turno)
2. Assente
3. Jorgelina Cravero (Qualificata)
4. María José Martínez Sánchez (Qualificata)

1. Assente
2. Marie-Ève Pelletier (ultimo turno)
3. Raquel Kops-Jones (ultimo turno)
4. Mariana Duque-Marino (primo turno)

## Qualificati
1. Arantxa Parra-Santonja
2. Magdaléna Rybáriková

1. Jorgelina Cravero
2. María José Martínez Sánchez

## Tabellone

### Legenda
| - Q = Qualificato - WC = Wild card - LL = Lucky loser | - ALT = Alternate - SE = Special Exempt - PR = Protected Ranking | - w/o = Walkover - r = Ritirato - d = Squalificato |

### Sezione 1
|  | Primo turno | Primo turno            | Primo turno            | Primo turno | Primo turno |  |  | Ultimo turno           | Ultimo turno           | Ultimo turno           | Ultimo turno | Ultimo turno |  |
|  |             |                        |                        |             |             |  |  |                        |                        |                        |              |              |  |
|  |             | Giulia Gabba           | 1                      | 6           | 6           |  |  |                        |                        |                        |              |              |  |
|  | 1           | Catalina Castaño       | 6                      | 3           | 1           |  |  | Giulia Gabba           | Giulia Gabba           | Giulia Gabba           | 4            | 63           |  |
|  |             | Arantxa Parra-Santonja | Arantxa Parra-Santonja | 7           | 6           |  |  | Arantxa Parra-Santonja | Arantxa Parra-Santonja | Arantxa Parra-Santonja | 6            | 7            |  |
|  | 8           | Mariana Duque-Marino   | Mariana Duque-Marino   | 5           | 2           |  |  |                        |                        |                        |              |              |  |

### Sezione 2
|  | Primo turno | Primo turno          | Primo turno          | Primo turno | Primo turno |  |  | Ultimo turno | Ultimo turno         | Ultimo turno         | Ultimo turno | Ultimo turno |  |
|  |             |                      |                      |             |             |  |  |              |                      |                      |              |              |  |
|  | 6           | Marie-Ève Pelletier  | Marie-Ève Pelletier  | 6           | 6           |  |  |              |                      |                      |              |              |  |
|  |             | Agnes Szatmari       | Agnes Szatmari       | 2           | 2           |  |  | 6            | Marie-Ève Pelletier  | Marie-Ève Pelletier  | 3            | 4            |  |
|  | 10          | Magdaléna Rybáriková | Magdaléna Rybáriková | 6           | 6           |  |  | 10           | Magdaléna Rybáriková | Magdaléna Rybáriková | 6            | 6            |  |
|  |             | María Irigoyen       | María Irigoyen       | 4           | 2           |  |  |              |                      |                      |              |              |  |

### Sezione 3
|  | Primo turno | Primo turno            | Primo turno            | Primo turno | Primo turno |  |  | Ultimo turno | Ultimo turno      | Ultimo turno      | Ultimo turno | Ultimo turno |  |
|  |             |                        |                        |             |             |  |  |              |                   |                   |              |              |  |
|  | 3           | Jorgelina Cravero      | Jorgelina Cravero      | 6           | 6           |  |  |              |                   |                   |              |              |  |
|  |             | Klaudia Jans           | Klaudia Jans           | 2           | 1           |  |  | 3            | Jorgelina Cravero | Jorgelina Cravero | 6            | 6            |  |
|  | 7           | Raquel Kops-Jones      | Raquel Kops-Jones      | 7           | 6           |  |  | 7            | Raquel Kops-Jones | Raquel Kops-Jones | 3            | 4            |  |
|  |             | Valeria Pulido-Velasco | Valeria Pulido-Velasco | 65          | 4           |  |  |              |                   |                   |              |              |  |

### Sezione 4
|  | Primo turno | Primo turno                 | Primo turno                 | Primo turno | Primo turno |  |  | Ultimo turno | Ultimo turno                | Ultimo turno                | Ultimo turno | Ultimo turno |  |
|  |             |                             |                             |             |             |  |  |              |                             |                             |              |              |  |
|  | 4           | María José Martínez Sánchez | María José Martínez Sánchez | 6           | 6           |  |  |              |                             |                             |              |              |  |
|  |             | Alicja Rosolska             | Alicja Rosolska             | 1           | 3           |  |  | 4            | María José Martínez Sánchez | María José Martínez Sánchez | 6            | 6            |  |
|  | 9           | Marta Marrero               | Marta Marrero               | 6           | 6           |  |  | 9            | Marta Marrero               | Marta Marrero               | 3            | 3            |  |
|  |             | Ximena Hermoso              | Ximena Hermoso              | 2           | 1           |  |  |              |                             |                             |              |              |  |